# Werner Blume
Werner Blume (* 19. Januar 1887 in München; † 21. Oktober 1965 in Göttingen) war ein deutscher Anatom und NS-Dozentenbundführer an der Universität Göttingen.

## Leben
Blume studierte von 1906 bis 1911 in München Medizin und wurde 1912 promoviert. Von 1914 bis 1925 war er niedergelassener Arzt in Niederbayern. Er war 1928 bis 1945 Anatomielehrer an der Göttinger Reichenbachschule. Am Anatomischen Institut der Universität Göttingen war er seit 1927 Assistent, seit 1931 Privatdozent und seit 1939 apl. ao. Professor. Er arbeitete u. a. bei Erich Blechschmidt.
Bereits 1923 war Blume in die im selben Jahr verbotene NSDAP eingetreten, dann zum 1. Mai 1928 in die neu gegründete Partei wieder ein- und im selben Jahr ausgetreten (Mitgliedsnummer 85.595), um sich schließlich im April 1933 unter Beibehaltung der Mitgliedsnummer endgültig der Partei anzuschließen. Im November 1933 unterzeichnete er das Bekenntnis der deutschen Professoren zu Adolf Hitler. 1933 wurde er auch Mitglied der SS, in der er 1939 zum SS-Obersturmführer avancierte (SS-Nummer 164.291). Er war außerdem im NS-Ärztebund und Führer des Göttinger NS-Dozentenbundes von 1934 bis 1939. In dieser Funktion ging er scharf gegen Systemabweichler vor. „Die deutsche Wissenschaft wird aber gereinigt von allen Schlacken fremdrassigen Denkens in nächster Zukunft größer dastehen denn je.“ (Zitat 1937, nach Klee)
1945 wurde Blume von der Militärregierung entlassen und verhaftet. Im Spruchkammerverfahren wurde er als "belastet" eingestuft.